# Harveya versicolor
Harveya versicolor är en snyltrotsväxtart som beskrevs av Adolf Engler. Harveya versicolor ingår i släktet Harveya och familjen snyltrotsväxter. Inga underarter finns listade i Catalogue of Life.